# Ābkhvāreh
Ābkhvāreh (persiska: آبخواره, Āb Khvāreh) är en ort i Iran.   Den ligger i provinsen Östazarbaijan, i den nordvästra delen av landet, 500 km nordväst om huvudstaden Teheran. Ābkhvāreh ligger 1 755 meter över havet och antalet invånare är 207.
Terrängen runt Ābkhvāreh är kuperad åt sydväst, men åt nordost är den platt. Ābkhvāreh ligger nere i en dal. Runt Ābkhvāreh är det ganska glesbefolkat, med 27 invånare per kvadratkilometer. Närmaste större samhälle är Gūyjeh-ye Solţān, 10,0 km öster om Ābkhvāreh. Trakten runt Ābkhvāreh består i huvudsak av gräsmarker.